# 1221
Portal Geschichte | Portal Biografien | Aktuelle Ereignisse | Jahreskalender | Tagesartikel

◄ |
12. Jahrhundert |
13. Jahrhundert
| 14. Jahrhundert | ►

◄ |
1190er |
1200er |
1210er |
1220er
| 1230er | 1240er | 1250er | ►

◄◄ |
◄ |
1217 |
1218 |
1219 |
1220 |
1221
| 1222 | 1223 | 1224 | 1225 | ► | ►►
Staatsoberhäupter  · Nekrolog
| Januar | Januar | Januar | Januar | Januar | Januar | Januar | Januar |
| Kw     | Mo     | Di     | Mi     | Do     | Fr     | Sa     | So     |
| ------ | ------ | ------ | ------ | ------ | ------ | ------ | ------ |
| 53     |        |        |        |        | 1      | 2      | 3      |
| 1      | 4      | 5      | 6      | 7      | 8      | 9      | 10     |
| 2      | 11     | 12     | 13     | 14     | 15     | 16     | 17     |
| 3      | 18     | 19     | 20     | 21     | 22     | 23     | 24     |
| 4      | 25     | 26     | 27     | 28     | 29     | 30     | 31     |

| Februar | Februar | Februar | Februar | Februar | Februar | Februar | Februar |
| Kw      | Mo      | Di      | Mi      | Do      | Fr      | Sa      | So      |
| ------- | ------- | ------- | ------- | ------- | ------- | ------- | ------- |
| 5       | 1       | 2       | 3       | 4       | 5       | 6       | 7       |
| 6       | 8       | 9       | 10      | 11      | 12      | 13      | 14      |
| 7       | 15      | 16      | 17      | 18      | 19      | 20      | 21      |
| 8       | 22      | 23      | 24      | 25      | 26      | 27      | 28      |

| März | März | März | März | März | März | März | März |
| Kw   | Mo   | Di   | Mi   | Do   | Fr   | Sa   | So   |
| ---- | ---- | ---- | ---- | ---- | ---- | ---- | ---- |
| 9    | 1    | 2    | 3    | 4    | 5    | 6    | 7    |
| 10   | 8    | 9    | 10   | 11   | 12   | 13   | 14   |
| 11   | 15   | 16   | 17   | 18   | 19   | 20   | 21   |
| 12   | 22   | 23   | 24   | 25   | 26   | 27   | 28   |
| 13   | 29   | 30   | 31   |      |      |      |      |

| April | April | April | April | April | April | April | April |
| Kw    | Mo    | Di    | Mi    | Do    | Fr    | Sa    | So    |
| ----- | ----- | ----- | ----- | ----- | ----- | ----- | ----- |
| 13    |       |       |       | 1     | 2     | 3     | 4     |
| 14    | 5     | 6     | 7     | 8     | 9     | 10    | 11    |
| 15    | 12    | 13    | 14    | 15    | 16    | 17    | 18    |
| 16    | 19    | 20    | 21    | 22    | 23    | 24    | 25    |
| 17    | 26    | 27    | 28    | 29    | 30    |       |       |

| Mai | Mai | Mai | Mai | Mai | Mai | Mai | Mai |
| Kw  | Mo  | Di  | Mi  | Do  | Fr  | Sa  | So  |
| --- | --- | --- | --- | --- | --- | --- | --- |
| 17  |     |     |     |     |     | 1   | 2   |
| 18  | 3   | 4   | 5   | 6   | 7   | 8   | 9   |
| 19  | 10  | 11  | 12  | 13  | 14  | 15  | 16  |
| 20  | 17  | 18  | 19  | 20  | 21  | 22  | 23  |
| 21  | 24  | 25  | 26  | 27  | 28  | 29  | 30  |
| 22  | 31  |     |     |     |     |     |     |

| Juni | Juni | Juni | Juni | Juni | Juni | Juni | Juni |
| Kw   | Mo   | Di   | Mi   | Do   | Fr   | Sa   | So   |
| ---- | ---- | ---- | ---- | ---- | ---- | ---- | ---- |
| 22   |      | 1    | 2    | 3    | 4    | 5    | 6    |
| 23   | 7    | 8    | 9    | 10   | 11   | 12   | 13   |
| 24   | 14   | 15   | 16   | 17   | 18   | 19   | 20   |
| 25   | 21   | 22   | 23   | 24   | 25   | 26   | 27   |
| 26   | 28   | 29   | 30   |      |      |      |      |

| Juli | Juli | Juli | Juli | Juli | Juli | Juli | Juli |
| Kw   | Mo   | Di   | Mi   | Do   | Fr   | Sa   | So   |
| ---- | ---- | ---- | ---- | ---- | ---- | ---- | ---- |
| 26   |      |      |      | 1    | 2    | 3    | 4    |
| 27   | 5    | 6    | 7    | 8    | 9    | 10   | 11   |
| 28   | 12   | 13   | 14   | 15   | 16   | 17   | 18   |
| 29   | 19   | 20   | 21   | 22   | 23   | 24   | 25   |
| 30   | 26   | 27   | 28   | 29   | 30   | 31   |      |

| August | August | August | August | August | August | August | August |
| Kw     | Mo     | Di     | Mi     | Do     | Fr     | Sa     | So     |
| ------ | ------ | ------ | ------ | ------ | ------ | ------ | ------ |
| 30     |        |        |        |        |        |        | 1      |
| 31     | 2      | 3      | 4      | 5      | 6      | 7      | 8      |
| 32     | 9      | 10     | 11     | 12     | 13     | 14     | 15     |
| 33     | 16     | 17     | 18     | 19     | 20     | 21     | 22     |
| 34     | 23     | 24     | 25     | 26     | 27     | 28     | 29     |
| 35     | 30     | 31     |        |        |        |        |        |

| September | September | September | September | September | September | September | September |
| Kw        | Mo        | Di        | Mi        | Do        | Fr        | Sa        | So        |
| --------- | --------- | --------- | --------- | --------- | --------- | --------- | --------- |
| 35        |           |           | 1         | 2         | 3         | 4         | 5         |
| 36        | 6         | 7         | 8         | 9         | 10        | 11        | 12        |
| 37        | 13        | 14        | 15        | 16        | 17        | 18        | 19        |
| 38        | 20        | 21        | 22        | 23        | 24        | 25        | 26        |
| 39        | 27        | 28        | 29        | 30        |           |           |           |

| Oktober | Oktober | Oktober | Oktober | Oktober | Oktober | Oktober | Oktober |
| Kw      | Mo      | Di      | Mi      | Do      | Fr      | Sa      | So      |
| ------- | ------- | ------- | ------- | ------- | ------- | ------- | ------- |
| 39      |         |         |         |         | 1       | 2       | 3       |
| 40      | 4       | 5       | 6       | 7       | 8       | 9       | 10      |
| 41      | 11      | 12      | 13      | 14      | 15      | 16      | 17      |
| 42      | 18      | 19      | 20      | 21      | 22      | 23      | 24      |
| 43      | 25      | 26      | 27      | 28      | 29      | 30      | 31      |

| November | November | November | November | November | November | November | November |
| Kw       | Mo       | Di       | Mi       | Do       | Fr       | Sa       | So       |
| -------- | -------- | -------- | -------- | -------- | -------- | -------- | -------- |
| 44       | 1        | 2        | 3        | 4        | 5        | 6        | 7        |
| 45       | 8        | 9        | 10       | 11       | 12       | 13       | 14       |
| 46       | 15       | 16       | 17       | 18       | 19       | 20       | 21       |
| 47       | 22       | 23       | 24       | 25       | 26       | 27       | 28       |
| 48       | 29       | 30       |          |          |          |          |          |

| Dezember | Dezember | Dezember | Dezember | Dezember | Dezember | Dezember | Dezember |
| Kw       | Mo       | Di       | Mi       | Do       | Fr       | Sa       | So       |
| -------- | -------- | -------- | -------- | -------- | -------- | -------- | -------- |
| 48       |          |          | 1        | 2        | 3        | 4        | 5        |
| 49       | 6        | 7        | 8        | 9        | 10       | 11       | 12       |
| 50       | 13       | 14       | 15       | 16       | 17       | 18       | 19       |
| 51       | 20       | 21       | 22       | 23       | 24       | 25       | 26       |
| 52       | 27       | 28       | 29       | 30       | 31       |          |          |

| Januar | Januar | Januar | Januar | Januar | Januar | Januar | Januar |
| Kw     | Mo     | Di     | Mi     | Do     | Fr     | Sa     | So     |
| ------ | ------ | ------ | ------ | ------ | ------ | ------ | ------ |
| 53     |        |        |        |        | 1      | 2      | 3      |
| 1      | 4      | 5      | 6      | 7      | 8      | 9      | 10     |
| 2      | 11     | 12     | 13     | 14     | 15     | 16     | 17     |
| 3      | 18     | 19     | 20     | 21     | 22     | 23     | 24     |
| 4      | 25     | 26     | 27     | 28     | 29     | 30     | 31     |

| Februar | Februar | Februar | Februar | Februar | Februar | Februar | Februar |
| Kw      | Mo      | Di      | Mi      | Do      | Fr      | Sa      | So      |
| ------- | ------- | ------- | ------- | ------- | ------- | ------- | ------- |
| 5       | 1       | 2       | 3       | 4       | 5       | 6       | 7       |
| 6       | 8       | 9       | 10      | 11      | 12      | 13      | 14      |
| 7       | 15      | 16      | 17      | 18      | 19      | 20      | 21      |
| 8       | 22      | 23      | 24      | 25      | 26      | 27      | 28      |

| März | März | März | März | März | März | März | März |
| Kw   | Mo   | Di   | Mi   | Do   | Fr   | Sa   | So   |
| ---- | ---- | ---- | ---- | ---- | ---- | ---- | ---- |
| 9    | 1    | 2    | 3    | 4    | 5    | 6    | 7    |
| 10   | 8    | 9    | 10   | 11   | 12   | 13   | 14   |
| 11   | 15   | 16   | 17   | 18   | 19   | 20   | 21   |
| 12   | 22   | 23   | 24   | 25   | 26   | 27   | 28   |
| 13   | 29   | 30   | 31   |      |      |      |      |

| April | April | April | April | April | April | April | April |
| Kw    | Mo    | Di    | Mi    | Do    | Fr    | Sa    | So    |
| ----- | ----- | ----- | ----- | ----- | ----- | ----- | ----- |
| 13    |       |       |       | 1     | 2     | 3     | 4     |
| 14    | 5     | 6     | 7     | 8     | 9     | 10    | 11    |
| 15    | 12    | 13    | 14    | 15    | 16    | 17    | 18    |
| 16    | 19    | 20    | 21    | 22    | 23    | 24    | 25    |
| 17    | 26    | 27    | 28    | 29    | 30    |       |       |

| Mai | Mai | Mai | Mai | Mai | Mai | Mai | Mai |
| Kw  | Mo  | Di  | Mi  | Do  | Fr  | Sa  | So  |
| --- | --- | --- | --- | --- | --- | --- | --- |
| 17  |     |     |     |     |     | 1   | 2   |
| 18  | 3   | 4   | 5   | 6   | 7   | 8   | 9   |
| 19  | 10  | 11  | 12  | 13  | 14  | 15  | 16  |
| 20  | 17  | 18  | 19  | 20  | 21  | 22  | 23  |
| 21  | 24  | 25  | 26  | 27  | 28  | 29  | 30  |
| 22  | 31  |     |     |     |     |     |     |

| Juni | Juni | Juni | Juni | Juni | Juni | Juni | Juni |
| Kw   | Mo   | Di   | Mi   | Do   | Fr   | Sa   | So   |
| ---- | ---- | ---- | ---- | ---- | ---- | ---- | ---- |
| 22   |      | 1    | 2    | 3    | 4    | 5    | 6    |
| 23   | 7    | 8    | 9    | 10   | 11   | 12   | 13   |
| 24   | 14   | 15   | 16   | 17   | 18   | 19   | 20   |
| 25   | 21   | 22   | 23   | 24   | 25   | 26   | 27   |
| 26   | 28   | 29   | 30   |      |      |      |      |

| Juli | Juli | Juli | Juli | Juli | Juli | Juli | Juli |
| Kw   | Mo   | Di   | Mi   | Do   | Fr   | Sa   | So   |
| ---- | ---- | ---- | ---- | ---- | ---- | ---- | ---- |
| 26   |      |      |      | 1    | 2    | 3    | 4    |
| 27   | 5    | 6    | 7    | 8    | 9    | 10   | 11   |
| 28   | 12   | 13   | 14   | 15   | 16   | 17   | 18   |
| 29   | 19   | 20   | 21   | 22   | 23   | 24   | 25   |
| 30   | 26   | 27   | 28   | 29   | 30   | 31   |      |

| August | August | August | August | August | August | August | August |
| Kw     | Mo     | Di     | Mi     | Do     | Fr     | Sa     | So     |
| ------ | ------ | ------ | ------ | ------ | ------ | ------ | ------ |
| 30     |        |        |        |        |        |        | 1      |
| 31     | 2      | 3      | 4      | 5      | 6      | 7      | 8      |
| 32     | 9      | 10     | 11     | 12     | 13     | 14     | 15     |
| 33     | 16     | 17     | 18     | 19     | 20     | 21     | 22     |
| 34     | 23     | 24     | 25     | 26     | 27     | 28     | 29     |
| 35     | 30     | 31     |        |        |        |        |        |

| September | September | September | September | September | September | September | September |
| Kw        | Mo        | Di        | Mi        | Do        | Fr        | Sa        | So        |
| --------- | --------- | --------- | --------- | --------- | --------- | --------- | --------- |
| 35        |           |           | 1         | 2         | 3         | 4         | 5         |
| 36        | 6         | 7         | 8         | 9         | 10        | 11        | 12        |
| 37        | 13        | 14        | 15        | 16        | 17        | 18        | 19        |
| 38        | 20        | 21        | 22        | 23        | 24        | 25        | 26        |
| 39        | 27        | 28        | 29        | 30        |           |           |           |

| Oktober | Oktober | Oktober | Oktober | Oktober | Oktober | Oktober | Oktober |
| Kw      | Mo      | Di      | Mi      | Do      | Fr      | Sa      | So      |
| ------- | ------- | ------- | ------- | ------- | ------- | ------- | ------- |
| 39      |         |         |         |         | 1       | 2       | 3       |
| 40      | 4       | 5       | 6       | 7       | 8       | 9       | 10      |
| 41      | 11      | 12      | 13      | 14      | 15      | 16      | 17      |
| 42      | 18      | 19      | 20      | 21      | 22      | 23      | 24      |
| 43      | 25      | 26      | 27      | 28      | 29      | 30      | 31      |

| November | November | November | November | November | November | November | November |
| Kw       | Mo       | Di       | Mi       | Do       | Fr       | Sa       | So       |
| -------- | -------- | -------- | -------- | -------- | -------- | -------- | -------- |
| 44       | 1        | 2        | 3        | 4        | 5        | 6        | 7        |
| 45       | 8        | 9        | 10       | 11       | 12       | 13       | 14       |
| 46       | 15       | 16       | 17       | 18       | 19       | 20       | 21       |
| 47       | 22       | 23       | 24       | 25       | 26       | 27       | 28       |
| 48       | 29       | 30       |          |          |          |          |          |

| Dezember | Dezember | Dezember | Dezember | Dezember | Dezember | Dezember | Dezember |
| Kw       | Mo       | Di       | Mi       | Do       | Fr       | Sa       | So       |
| -------- | -------- | -------- | -------- | -------- | -------- | -------- | -------- |
| 48       |          |          | 1        | 2        | 3        | 4        | 5        |
| 49       | 6        | 7        | 8        | 9        | 10       | 11       | 12       |
| 50       | 13       | 14       | 15       | 16       | 17       | 18       | 19       |
| 51       | 20       | 21       | 22       | 23       | 24       | 25       | 26       |
| 52       | 27       | 28       | 29       | 30       | 31       |          |          |

## Ereignisse

### Politik und Weltgeschehen

#### Japan
- 13. Mai: Juntoku tritt zugunsten seines dreijährigen Sohnes Chūkyō als Tennō von Japan zurück. Gemeinsam mit seinem Vater Go-Toba bereitet er einen Aufstand gegen das Kamakura-Shōgunat vor. Ihre Verbündeten bestehen größtenteils aus Mitgliedern des Taira-Clans und anderen Feinden der Minamoto, den Siegern im Genpei-Krieg und Repräsentanten des Shōgunats.
- Der Jōkyū-Krieg beginnt: Insei Go-Toba legt ohne Absprache mit dem Shōgunat die kaiserliche Erbfolge fest und lädt eine große Anzahl potenzieller Verbündeter aus den Reihen der östlichen Krieger von Kyōto zu einem großen Fest, um auf diese Weise die Gefolgschaftsverhältnisse bei den Ablehnenden zu prüfen. Ein bedeutender Beamter wird ermordet, als er so seine Treue zum Shogunat offenbart. Der kaiserliche Hof erklärt Hōjō Yoshitoki, den Regenten und Vertreter des Shōgunats, zum Gesetzlosen und drei Tage später ist ganz Ost-Japan im Aufstand.
- Hōjō Yoshitoki und sein Sohn Hōjō Yasutoki marschieren mit seinen Streitkräften daraufhin von drei Seiten auf die Hauptstadt. Diese treffen nur auf geringen Widerstand. In der dritten Schlacht von Uji an der Brücke über den Fluss Uji erleiden die kaiserlichen Einheiten eine vernichtende Niederlage.
- Die Hauptstadt Kyōto wird durch Yasutoki eingenommen und die Rebellion niedergeschlagen. Go-Toba wird für den Rest seines Lebens auf die Oki-Inseln verbannt. Seine Söhne sowie der erst neu eingesetzte Tennō Chūkyō werden ebenfalls verbannt. Neuer Tennō wurde Go-Horikawa, ein Neffe Go-Tobas.
- In Kyōto wird die Stelle des Tandai errichtet, der für die Sicherheit um die Hauptstadt und für juristische Angelegenheiten zuständig ist. Erster Amtsinhaber ist Hōjō Yoshitoki.

#### Zentralasien
- November: Dschalal ad-Din Hassan, 25. Imam der Schia der Nizari-Ismailiten und sechster Herrscher von Alamut, stirbt Mitte des Fastenmonats Ramadan an der Ruhr. Sein neunjähriger Sohn Ala ad-Din Muhammad III. folgt ihm auf den Thron. Sein als Vormund agierender Wesir nimmt Gerüchte über eine Vergiftung Hassans zum Anlass, alle erwachsenen Mitglieder der Herrscherfamilie hinrichten zu lassen, um den minderjährigen Herrscher ganz für sich vereinnahmen zu können.
- Dschingis Khans Sohn Tolui Khan massakriert bei der Zerstörung des turkmenischen Merw Hunderttausende.

#### Fünfter Kreuzzug
- Juli: Nach der Befestigung der ägyptischen Küstenstadt Damiette entschließen sich die Kreuzfahrer des Kreuzzuges von Damiette, ins Nildelta Richtung Kairo vorzurücken. Dort werden sie jedoch in ungünstiges Gelände abgedrängt und im August von einem vereinigten Heer der Ayyubiden unter al-Kamil und seinem aus Syrien zu Hilfe geeilten Bruder al-Muʿazzam bei al-Mansura schwer geschlagen.
- September: Die Kreuzfahrer unter Kardinal Pelagius von Albano müssen geschlagen aus Ägypten abziehen.

#### Lateinisches Kaiserreich

Das Lateinische Kaiserreich und die drei byzantinischen Exilreiche (Nikaia, Trapezunt, Epirus) nach 1204

Nachdem Robert von Courtenay den Winter am ungarischen Königshof verbracht hat, erreicht er im Frühjahr Konstantinopel und wird am 25. März in der Hagia Sophia vom Lateinischen Patriarchen Matthaeus zum Kaiser des Lateinischen Kaiserreichs gekrönt. Das Reich befindet sich zu diesem Zeitpunkt in einem Zweifrontenkrieg gegen das Kaiserreich Nikaia und das Despotat Epirus. Es gelingt ihm zunächst, Frieden mit Kaiser Theodor I. Laskaris zu schließen, indem er ihm verspricht, seine Tochter Eudokia Laskarina zu ehelichen. Daraufhin kann er seine militärischen Kräfte dem Despoten Theodoros I. Komnenos Dukas zuwenden, der sich die Zerschlagung des Königreichs Thessaloniki zum Ziel gesetzt und in diesem Jahr bereits Serres und Drama erobert hat.

#### Heiliges Römisches Reich
- 18. Februar: Dietrich der Bedrängte, Markgraf von Meißen und der Lausitz aus dem Geschlecht der Wettiner, stirbt, möglicherweise von seinem Leibarzt vergiftet. Sein Sohn und Nachfolger Heinrich III. ist zu diesem Zeitpunkt sechs Jahre alt, daher übernimmt sein Onkel Ludwig IV., Landgraf von Thüringen und Pfalzgraf von Sachsen, die Vormundschaft. Dieser heiratet noch im gleichen Jahr die ungarische Königstochter Elisabeth.
- Mit dem Tod Günter III. von Käfernburg teilt sich das Haus von Käfernburg-Schwarzburg in die beiden Linien Schwarzburg-Käfernburg und Schwarzburg.

#### Königreich Sizilien
- König Friedrich II. von Sizilien erweitert die Assisen von Capua nach seiner Ankunft in Messina um vier weitere Normen.

#### Frankreich/Okzitanien
- Februar: Amaury de Montfort bricht nach rund einem halben Jahr die Belagerung von Graf Raimund VII. von Toulouse in Castelnaudary ab und zieht sich mit den Truppen des Albigenserkreuzzugs nach Carcassonne zurück. Raimund setzt ihm nach und erobert Montréal, wo der alte Kreuzritter Alain de Roucy getötet wird. Bis zum Jahresende befreit Raimund Agen und den Rest des Agenais, das ihm von Montfort trotz des Urteils des Vierten Laterankonzils nie ausgehändigt worden ist.
- 21. November: Nach dem Tod seiner Mutter Alix von Thouars erbt ihr vierjähriger Sohn Johann I. das Herzogtum Bretagne unter der Vormundschaft seines Vaters Peter Mauclerc.

#### England
Im Juli legt der päpstliche Legat Pandulf sein Amt als Ratgeber zurück und im Herbst wird die Aufgabe von Peter des Roches als Erzieher des minderjährigen Königs Heinrich III. für beendet erklärt. Damit bleibt nur noch Hubert de Burgh aus dem im Vorjahr eingesetzten Regentschaftsrat übrig und übernimmt die eigentliche Macht im Königreich England. Eine erste kleinere Revolte entmachteter Adeliger um Weihnachten wird rasch niedergeschlagen.

#### Stadtrechte und urkundliche Ersterwähnungen
- 15. April: Die Leuchtenburg bei Seitenroda wird erstmals urkundlich erwähnt, als Hartmann IV. von Lobdeburg-Leuchtenburg in Dornburg einen Rechtsstreit beilegt.
- Wien erhält Stadtrecht.
- Erste urkundliche Erwähnung von Alchenstorf, Obercunnersdorf, Sollstedt, Treiten, Tschugg und Wurmberg

### Kultur und Religion

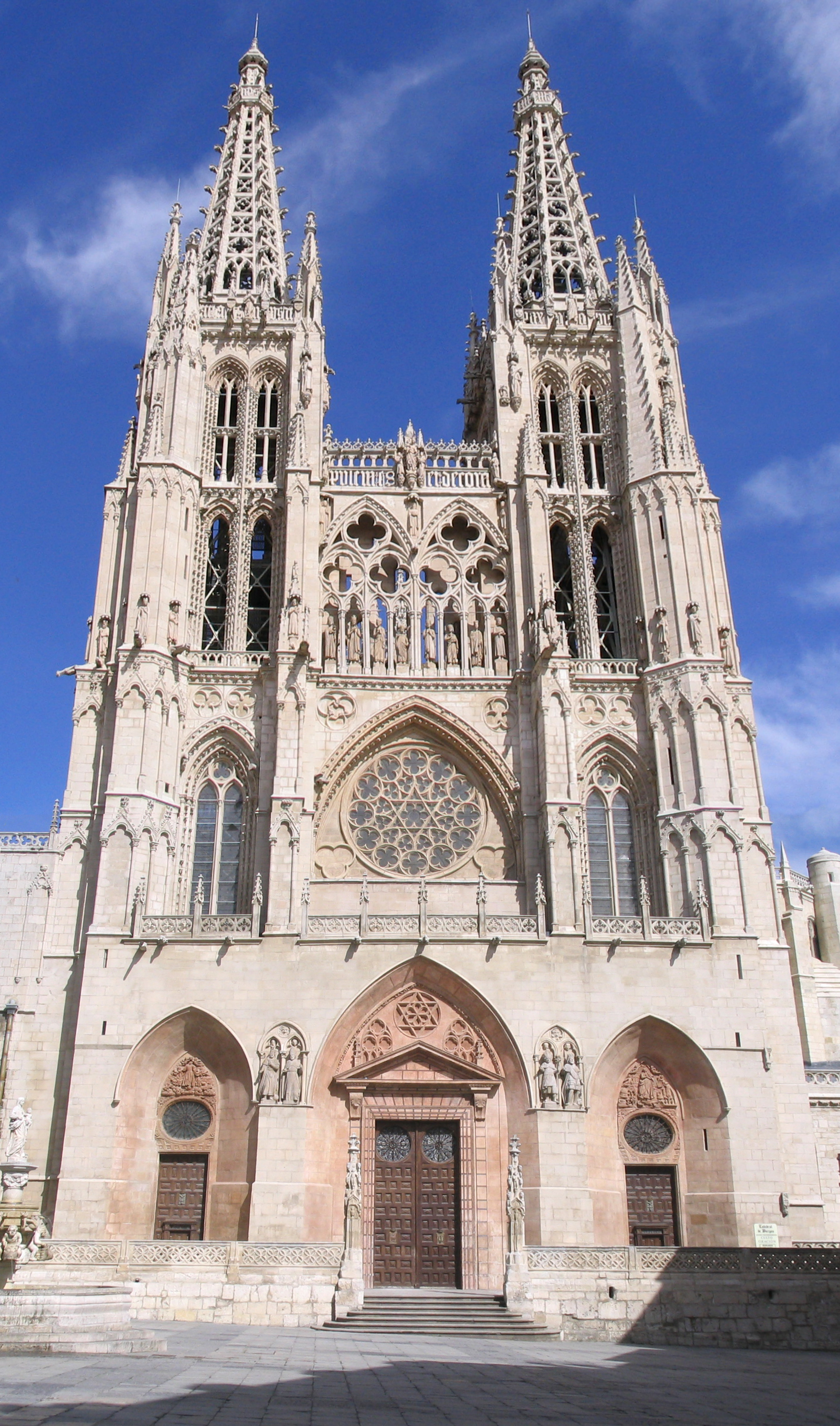
Westfassade der Kathedrale von Burgos

- 20. Juli: In Kastilien wird mit dem Bau der Kathedrale von Burgos begonnen.
- Auf dem zweiten Generalkapitel der Dominikaner in Bologna werden die schon bestehenden etwa 60 Konvente in acht Provinzen (eine davon die Teutonia) zusammengefasst.
- Franz von Assisi stellt die (zweite) Ordensregel der Franziskaner auf.
- Das französische Kloster Almanarre wird gegründet.
- Der Orden von Montjoie wird mit dem Orden von Calatrava vereinigt.
- um 1221: Das Kloster St. Maria von Percheio im Lateinischen Kaiserreich wird gegründet.

### Gesellschaft
- 6. Februar: Der dreizehnjährige König Jakob I. von Aragón heiratet in Ágreda seine Cousine Eleonore von Kastilien und erhält kurz darauf in Tarazona die Schwertleite verliehen. Diese Ehe wird maßgeblich von Eleonoras älterer Schwester Berenguela vermittelt und von den aragónesisch-katalanischen Großen gefordert, die ihren König möglichst früh verheiratet sehen wollen, damit dieser sehr früh zahlreiche Kinder zeugen könne, um so eine drohende Thronvakanz im Falle seines möglichen frühen Todes zu verhindern.

## Geboren

### Geburtsdatum gesichert
- 9. Oktober: Salimbene von Parma, italienischer Franziskaner und Chronist († nach 1288)
- 23. November: Alfons X., König von Kastilien und León, Gegenkönig des Heiligen Römischen Reiches († 1284)

### Genaues Geburtsdatum unbekannt
- Bonaventura, italienischer Kirchenlehrer und Philosoph, Generalminister der Franziskaner und Kardinal von Albano († 1274)
- Hugo XI., Herr von Lusignan, Graf von La Marche und Angoulême sowie Regent der Grafschaften Penthièvre und Porhoët († 1250)
- Margarete von der Provence, Königin von Frankreich  († 1295)
- Nisshō, japanischer buddhistischer Mönch († 1323)
- Theobald II., Graf von Bar († 1291)
- Theodor II., Kaiser von Byzanz im Exil in Nikaia († 1258)
- Colmarer Dominikanerchronist, anonymer Autor eines bedeutenden historiographisch-chronistischen Werkes († um 1305)

### Geboren um 1221
- 1220/1221: Przemysł I., Herzog von Großpolen († 1257)
- Roger de Clifford, englischer Ritter, Militär und Beamter († 1286)
- Roger de St John, englischer Adeliger und Rebell († 1265)

## Gestorben

### Erstes Halbjahr
- 10. Februar: Nikolaus, Erzbischof von Salerno
- 18. Februar: Dietrich, Markgraf von Meißen und der Lausitz (* 1162)
- 25. Februar: Alix de Montmorency, französische Adlige
- 10. März: Pietro Catanii, Gefährte des Heiligen Franz von Assisi (* vor 1180)
- vor dem 30. März: William d’Aubigny, 3. Earl of Arundel, englischer Magnat (* um 1174)
- 5. April: Fujiwara no Masatsune, japanischer Dichter (* 1170)
- 5. April: Oda von Tecklenburg, Herrin zur Lippe (* um 1180)
- 22. April: Hermann II., Graf von Ravensberg
- 21. Juni: Heinrich III., Herzog von Limburg und Graf von Arlon (* um 1140)

### Zweites Halbjahr

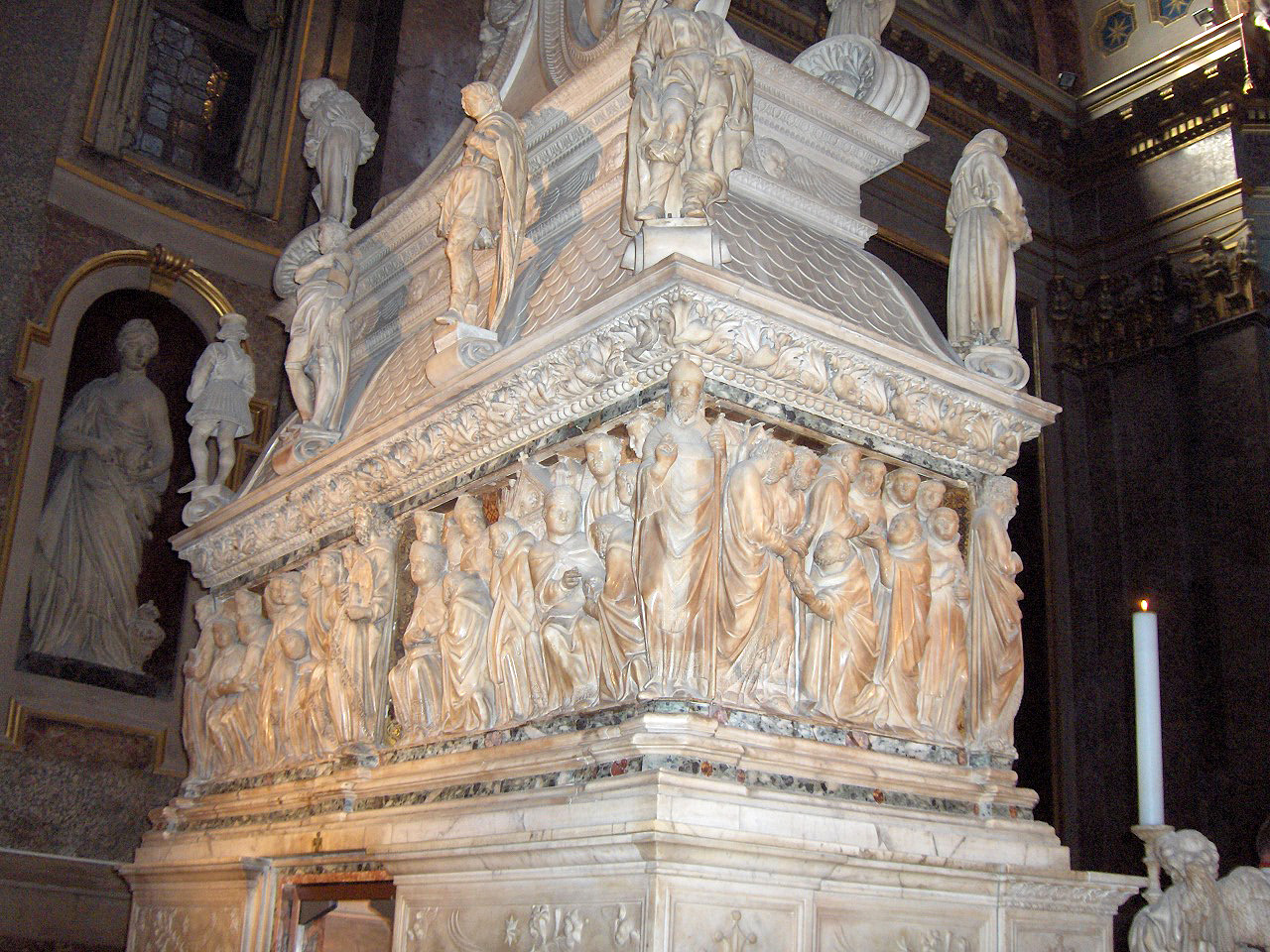
Arca di San Domenico in Bologna (von Niccolò Pisano)

- 6. August: Dominikus, katholischer Heiliger und Gründer des Predigerordens (Dominikaner) (* um 1170)
- 18. September: Konrad von Eberbach, Abt des Klosters Eberbach und Kirchenschriftsteller
- 4. Oktober: Wilhelm IV., Graf von Ponthieu (* 1179)
- vor dem 15. Oktober: Robert de Vere, 3. Earl of Oxford, englischer Magnat
- 16. Oktober: Friedrich II., Graf von Brehna, Burggraf von Wettin
- 31. Oktober: Ulrich II., Fürstbischof von Passau
- 21. November: Alix von Thouars, Herzogin von Bretagne und Vizegräfin von Thouars (* 1201)
- November: Dschalal ad-Din Hassan, Imam der Nizariten (Assassinen)
- nach dem 7. Dezember: Gisela von Spiegelberg, Äbtissin des Fraumünsters in Zürich
- 24. Dezember: Arnold II. von Matsch, Bischof von Chur

### Genaues Todesdatum unbekannt
- Adam von Perseigne, französischer Zisterzienser-Abt und theologischer Schriftsteller (* um 1145)
- Alain de Roucy, französischer Ritter und Kreuzfahrer (* vor 1172)
- Barukh bar Šemu’el, jüdischer Gelehrter
- Berengaria von Portugal, Königin von Dänemark (* 1194)
- Bernhard II., Graf von Wölpe (* 1176)
- Roger Bigod, 2. Earl of Norfolk, englischer Magnat (* um 1143)
- Guy IV. de Senlis, Herr von Chantilly, Ermenonville, Luzarches, Montépilloy und Bray, sowie Großmundschenk von Frankreich und Kreuzritter
- Nadschm ad-Dīn al-Kubrā, islamischer Mystiker (* 1145)
- Scheich Adi II., Anführer des Adawiyya-Ordens
- Wilhelm I., Graf von Joigny